# Saison 4 de Scorpion
Chronologie
Saison 3
Cet article présente le guide des épisodes de la quatrième saison de la série télévisée américaine Scorpion.

## Généralités
- Aux États-Unis, la saison a été diffusée du 25 septembre 2017 au 16 avril 2018 sur le réseau CBS.

## Distribution

### Acteurs principaux
- Elyes Gabel (VF : Damien Ferrette) : Walter O'Brien
- Katharine McPhee (VF : Adeline Moreau) : Paige Dineen
- Robert Patrick (VF : Michel Vigné) : Agent Cabe Gallo
- Eddie Kaye Thomas (VF : Emmanuel Curtil) : Toby Curtis
- Jadyn Wong (VF : Julie Turin) : Happy Quinn
- Ari Stidham (VF : Charles Pestel) : Sylvester Dodd
- Riley B. Smith (VF : Léopoldine Serre) : Ralph Dineen

### Acteurs récurrents et invités
- Joshua Leonard : Mark Collins (épisodes 1 et 2)
- Tina Majorino (VF : Adeline Chetail) : Florence (à partir de l'épisode 6)[1]
- Reiko Aylesworth : Allie Jones
- Nikki Castillo : Patty Logan
- Kevin Weisman (VF : José Luccioni) : Ray Spiewack (épisodes 5 et 12)
- Shantel VanSanten (VF : Nathalie Spitzer) : Amy Berkstead[2] (épisodes 13 et 15)

### Invités
- Joshua Gomez (VF : Laurent Morteau) : Dave Blakely (épisode 6)

## Épisodes

### Épisode 1:Y a-t-il un génie pour sauver le monde? (1/2)
- États-Unis /  Canada : 25 septembre 2017 sur CBS / Citytv
- Suisse : 18 février 2018 sur RTS Un
- France : 15 mars 2018 sur M6[3]
- Belgique : 20 mars 2018 sur RTL-TVI
- Québec : 17 septembre 2018 sur V[4]

- États-Unis : 5,75 millions de téléspectateurs[5] (première diffusion)

- Joshua Leonard (Mark Collins)
- Daniel Dratch (Dyfrost)
- John Hartman (Kaldor)
- Anil Kumar (Carson)
- Tom Massmann (Thomas Foolery)

### Épisode 2:Y a-t-il un génie pour sauver le monde? (2/2)
- États-Unis /  Canada : 2 octobre 2017 sur CBS / Citytv
- Suisse : 18 février 2018 sur RTS Un
- France : 15 mars 2018 sur M6
- Belgique : 20 mars 2018 sur RTL-TVI
- Québec : 24 septembre 2018 sur V

- États-Unis : 5,23 millions de téléspectateurs[6] (première diffusion)

- Joshua Leonard (Mark Collins)
- Anil Kumar (Carson)
- Kristof Konrad (Anton Eksteritsky)
- Vic Bagratuni (Valet)
- Ondrej Habinak (Général)
- Urs Inauen (Pilote)
- Christopher Ross Martin (Garde)
- Polina Boyd (Professeur)
- Carolina Gutierrez (Sportive)

### Épisode 3:Hakuna Matata
- États-Unis /  Canada : 9 octobre 2017 sur CBS / Citytv
- Suisse : 25 février 2018 sur RTS Un
- France : 22 mars 2018 sur M6
- Belgique : 27 mars 2018 sur RTL-TVI
- Québec : 1er octobre 2018 sur V

- États-Unis : 4,82 millions de téléspectateurs[7] (première diffusion)

- Joe Boccia Jr. (Josh)
- Constance Ejuma (Adissa Okeke)
- Nefe Iredia (Vétérinaire)
- Tarnue Massaquoi (Solomon)
- Niyi Oni (Braconnier #1)
- Kegn Matungulu (Braconnier #2)
- Joshua Uduma (Braconnier #3)

### Épisode 4:L'union fait la force
- États-Unis /  Canada : 16 octobre 2017 sur CBS / Citytv
- Suisse : 25 février 2018 sur RTS Un
- France : 22 mars 2018 sur M6
- Belgique : 27 mars 2018 sur RTL-TVI
- Québec : 8 octobre 2018 sur V

- États-Unis : 4,84 millions de téléspectateurs[8] (première diffusion)

- Tyler Barnhardt (Aviateur Jacobs)
- Delon de Metz (Aviateur Pendergraft)
- Scott Holmes (Serveur)
- Bianca Lopez (Maître d')
- Merrick McCartha (Jeremy Pratt)
- Jordan Preston (Neon)
- Joe Roche (Avocat 1)
- Peter Spruyt (Avocat 2)
- Jonathan Bray (Avocat 3)
- William Charlton (Avocat 4)
- Tatiana Carr (Avocat 5)

### Épisode 5:Otages
- États-Unis /  Canada : 23 octobre 2017 sur CBS / Citytv
- Suisse : 4 mars 2018 sur RTS Un
- France : 5 avril 2018 sur M6
- Belgique : 3 avril 2018 sur RTL-TVI
- Québec : 15 octobre 2018 sur V

- États-Unis : 5,15 millions de téléspectateurs[9] (première diffusion)

- Andy Buckley (Richard Elia)
- Kevin Weisman (Rey Spiewack)
- Amir Talai (Vadat)
- Paul Schackman (Surveillant de l'examen)
- Rogelio T. Ramos (Chef)
- Kevin Daniels (Inspecteur Daniels)
- Senta Burke (Policier)
- Tim Connolly (Raven)
- John Patrick Jordan (Vendeur)

### Épisode 6:Le vaisseau fantôme
- États-Unis /  Canada : 30 octobre 2017 sur CBS / Citytv
- Suisse : 11 mars 2018 sur RTS Un
- France : 29 mars 2018 sur M6
- Belgique : 3 avril 2018 sur RTL-TVI
- Québec : 22 octobre 2018 sur V

- États-Unis : 4,93 millions de téléspectateurs[10] (première diffusion)

- Joshua Gomez (Dave Blakely)
- Phoebe Neidhardt (Sydney)
- Juan Alfonso (Justin Fullman)
- Jason Sims-Prewitt (Chef d'équipe)
- Paige Stark (Amy Stark)

### Épisode 7:Rats de villes et rats d'égouts
- États-Unis /  Canada : 6 novembre 2017 sur CBS / Citytv
- Suisse : 11 mars 2018 sur RTS Un
- France : 29 mars 2018 sur M6
- Belgique : 10 avril 2018 sur RTL-TVI
- Québec : 29 octobre 2018 sur V

- États-Unis : 5,18 millions de téléspectateurs[11] (première diffusion)

- Tina Majorino (Florence)
- Amy Louise Pemberton (Gemma)
- Johnny Rey Diaz (Hacker)
- Damon Standifer (Homme à l'urinoir)

### Épisode 8:Voyage dans le temps
- États-Unis /  Canada : 13 novembre 2017 sur CBS / Citytv
- Suisse : 18 mars 2018 sur RTS Un
- France : 5 avril 2018 sur M6
- Belgique : 10 avril 2018 sur RTL-TVI
- Québec : 5 novembre 2018 sur V

- États-Unis : 4,74 millions de téléspectateurs[12] (première diffusion)

- John Hartman (Kaldor)
- Bryan Sapphire (Participant à la foire de la Renaissance)
- Brandon Barash (Roi Phillip)
- Gita Reddy (Juge)
- Tom Massmann (Thomas Foolery)
- Ansuya Nathan (Bijoutière)
- Arnie Pantoja (Rossignol)
- Charles Carpenter (Garde)
- Dennis Keiffer (Motard)
- Zachary J. Luna (Palehawk)
- Bradley T. Miller

### Épisode 9:Le radeau des méduses
- États-Unis /  Canada : 20 novembre 2017 sur CBS / Citytv
- Suisse : 18 mars 2018 sur RTS Un
- France : 12 avril 2018 sur M6
- Belgique : 17 avril 2018 sur RTL-TVI
- Québec : 12 novembre 2018 sur V

- États-Unis : 5,13 millions de téléspectateurs[13] (première diffusion)

- Owen Dee (Cabe jeune)
- Craig Branham (Gallo senior)
- Alain Mesa (Tireur)

### Épisode 10:Crime en famille
- États-Unis /  Canada : 27 novembre 2017 sur CBS / Citytv
- Suisse : 25 mars 2018 sur RTS Un
- France : 12 avril 2018 sur M6
- Belgique : 17 avril 2018 sur RTL-TVI
- Québec : 19 novembre 2018 sur V

- États-Unis : 5,50 millions de téléspectateurs[14] (première diffusion)

- Allie Gonino (Jessie)
- Sonny Marinelli (Frank)
- Dana Davis (Hadley Dine)
- Luis Carazo (Garde forestier)
- Fay DeWitt (Ima)

### Épisode 11:Une journée de chien
- États-Unis /  Canada : 11 décembre 2017 sur CBS / Citytv
- Suisse : 25 mars 2018 sur RTS Un
- France : 19 avril 2018 sur M6
- Belgique : 24 avril 2018 sur RTL-TVI
- Québec : 26 novembre 2018 sur V

- États-Unis : 5,92 millions de téléspectateurs[15] (première diffusion)

- Anil Kumar (Carson)
- Dana Davis (Hadley Dine)
- Edward Kerr (Clarence Mickelthorn)
- Don Stark (Juge Kramer)
- Katie Walder (Jane Addison)
- Max Phyo (Juge Tuck)
- Giuliana Carullo (Barista Alice)
- Sarah Chaney (Huissier de justice)
- Wendell Kinney (Officier Salerno)
- Kate Cook (Bibliothécaire)
- Brandon Molale (Joe)
- Ozy Reigns (Officier Provazoli)
- Brian Knutson (Pompier)

### Épisode 12:En plein délire!
- États-Unis /  Canada : 18 décembre 2017 sur CBS / Citytv
- Suisse : 1er avril 2018 sur RTS Un
- France : 19 avril 2018 sur M6
- Belgique : 24 avril 2018 sur RTL-TVI
- Québec : 3 décembre 2018 sur V

- États-Unis : 5,35 millions de téléspectateurs[16] (première diffusion)

- Andy Buckley (Richard Elia)
- Kevin Weisman (Ray Spiewack)
- Daniel Dratch (Dyfrost/Dan Dratch)

### Épisode 13:Les Révoltés du bunker
- États-Unis /  Canada : 15 janvier 2018 sur CBS / Citytv
- Suisse : 1er avril 2018 sur RTS Un
- France : 26 avril 2018 sur M6
- Belgique : 1er mai 2018 sur RTL-TVI
- Québec : 10 décembre 2018 sur V

- États-Unis : 5,62 millions de téléspectateurs[17] (première diffusion)

- Jeff Galfer (Quincy Berkstead)
- Shantel VanSanten (Amy Berkstead)
- Cullen Douglas (Egan)
- Jennifer Hale (Dorie) (voix)

### Épisode 14:Un phare dans la nuit
- États-Unis /  Canada : 22 janvier 2018 sur CBS / Citytv
- Suisse : 15 avril 2018 sur RTS Un
- France : 26 avril 2018 sur M6
- Belgique : 1er mai 2018 sur RTL-TVI
- Québec : 28 janvier 2019 sur V[18]

- États-Unis : 5,23 millions de téléspectateurs[19] (première diffusion)

- Dana Heath (Tracy)
- Jessica Lindsey (Officier)
- Kellen Michael (Meatball)
- Melany Ochoa (Melanie)
- Brett Pierce (Griffin)
- Haley Pullos (Rachel)

### Épisode 15:Alerte tsunami
- États-Unis /  Canada : 29 janvier 2018 sur CBS / Citytv
- Suisse : 15 avril 2018 sur RTS Un
- France : 3 mai 2018 sur M6
- Belgique : 1er mai 2018 sur RTL-TVI
- Québec : 4 février 2019 sur V

- États-Unis : 5,82 millions de téléspectateurs[20] (première diffusion)

- Krizia Bajos (Maria)
- Giovanni Bejarano (Vinny)
- Matt Bushell (The Gooch)
- Daniel Dratch (Dyfrost, Dan Dratch)
- Dennis W. Hall (Crupier)
- Lovensky Jean-Baptiste (Gars)
- Jessica Lynn Parsons (cosplayer #1)
- Frederik Pohl IV (J. Randall P. Smythe)
- Shantel VanSanten (Amy Berkstead)
- Christopher Mychael Watson (Tireur)
- Wendy Worthington (Rhonda)

### Épisode 16:Opération Saint-Valentin
- États-Unis /  Canada : 5 février 2018 sur CBS / Citytv
- Suisse : 22 avril 2018 sur RTS Un
- France : 3 mai 2018 sur M6
- Belgique : 8 mai 2018 sur RTL-TVI
- Québec : 11 février 2019 sur V

- États-Unis : 5,55 millions de téléspectateurs[21] (première diffusion)

- Peter Parros (Chef Benavidez)
- Jennifer Say Gan (Dr Alicia Miller)
- James Mitchell-Clyde (Pilote)
- Kyriaki (Reporter #1)
- Matthew Harris (Reporter #2)
- Joey Defore (Jesse Colt)
- Keaton Savage (Homme au costume d'ours)
- Baldeep Singh (Docteur des urgences)

### Épisode 17:Rendez-moi mon QI
- États-Unis /  Canada : 26 février 2018 sur CBS / Citytv
- Suisse : 22 avril 2018 sur RTS Un
- France : 10 mai 2018 sur M6
- Belgique : 8 mai 2018 sur RTL-TVI
- Québec : 18 février 2019 sur V

- États-Unis : 5,06 millions de téléspectateurs[22] (première diffusion)

- Vik Sahay (Raja Bhatt)
- Jim Shipley (Greg)
- Paige Stark (Amy Stark)

### Épisode 18:La bourse ou la vie
- États-Unis /  Canada : 5 mars 2018 sur CBS / Citytv
- Suisse : 29 avril 2018 sur RTS Un
- France : 10 mai 2018 sur M6
- Belgique : 15 mai 2018 sur RTL-TVI
- Québec : 25 février 2019 sur V

- États-Unis : 5,51 millions de téléspectateurs[23] (première diffusion)

- David Lipper (Stevie)
- David Paluck (Nate)
- Dwight Hicks (Capitaine Pete Kavanaugh)
- Efé (Laverne)
- Lincoln Hoppe (Jason)
- Mike Pfaff (Denton)
- Jay Montalvo (Commandant du SWAT)
- Emma Chandler (Gretchen)
- Casey Dacanay (Corrine)
- Kathryn Taylor Smith (Technicienne)

### Épisode 19:Les dents du bayou
- États-Unis /  Canada : 19 mars 2018 sur CBS / Citytv
- Suisse : 6 mai 2018 sur RTS Un
- Belgique : 15 mai 2018 sur RTL-TVI
- France : 17 mai 2018 sur M6
- Québec : 4 mars 2019 sur V

- États-Unis : 4,82 millions de téléspectateurs[24] (première diffusion)

- Kelly Holden Bashar (Principale)
- Austin Basis (Dr Vance Ditterman)
- Gerald Dewey (Citoyen)
- Heather Hopkins (Fille méchante)
- Tiffany Phillips (Infirmière)
- Reid Shapiro (Enfant méprisable)

### Épisode 20:Le sport pour les nuls
- États-Unis /  Canada : 26 mars 2018 sur CBS / Citytv
- Suisse : 13 mai 2018 sur RTS Un
- France : 17 mai 2018 sur M6
- Belgique : 22 mai 2018 sur RTL-TVI
- Québec : 11 mars 2019 sur V

- États-Unis : 4,84 millions de téléspectateurs[25] (première diffusion)

- Erik Betts (Joueur de deuxième base)
- David Dameshek (Présentateur)
- Ethan Drake Davis (Enfant)
- Daniel Dratch (Dyfrost, Dan Dratch)
- Tim Gato (Sal)
- Penn Jillette (Dr Cecil Rizzuto)
- Anthony R. Jones (Jonsey)
- Anil Kumar (Carson)
- Christopher Rivaro (Conducteur de limousine)
- Andrew Rush (Receveur)
- Joe Sabatino (Arbitre)
- Terrence Terrell (Kyle)

### Épisode 21:Passager clandestin
- États-Unis /  Canada : 9 avril 2018 sur CBS / Citytv
- Suisse : 20 mai 2018 sur RTS Un
- Belgique : 22 mai 2018 sur RTL-TVI
- France : 24 mai 2018 sur M6
- Québec : 18 mars 2019 sur V

- États-Unis : 5,44 millions de téléspectateurs[26] (première diffusion)

- Angela Lin (Kayla)
- Sean Blakemore (Capitaine Dan Drake)
- Matt Corboy (Joe)
- Ethan Suess (Kenny)
- Steven M. Porter (Morty)
- Joe Sofranko (Steward)
- Boyd Kelly (Copilote) (non crédité)

### Épisode 22:Une tempête peut en cacher une autre
- États-Unis /  Canada : 16 avril 2018 sur CBS / Citytv
- Suisse : 20 mai 2018 sur RTS Un
- Belgique : 22 mai 2018 sur RTL-TVI
- France : 24 mai 2018 sur M6
- Québec : 25 mars 2019 sur V

- États-Unis : 5,22 millions de téléspectateurs[27] (première diffusion)

- Koby Kumi-Diaka (Alex)
- Raven Scott (Cala)
- Jimmy Akingbola (Jelani)
- Henry Dittman (Gettleman)
- Marvin Gay (Behranu)
- Dalila Ali Rajah (Nia)
- Chet Anekwe (Sami)
- Theo Bongani Ndyalvane (Jeune homme)